# Arabská poušť

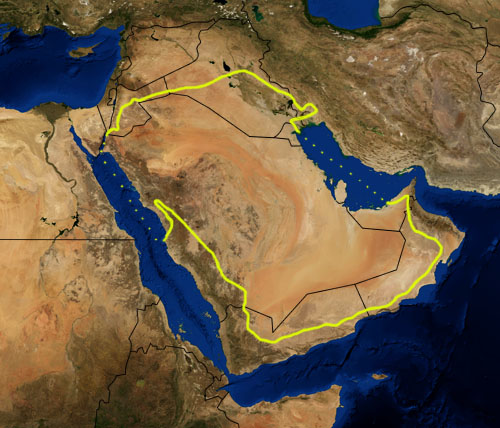
Satelitní mapa

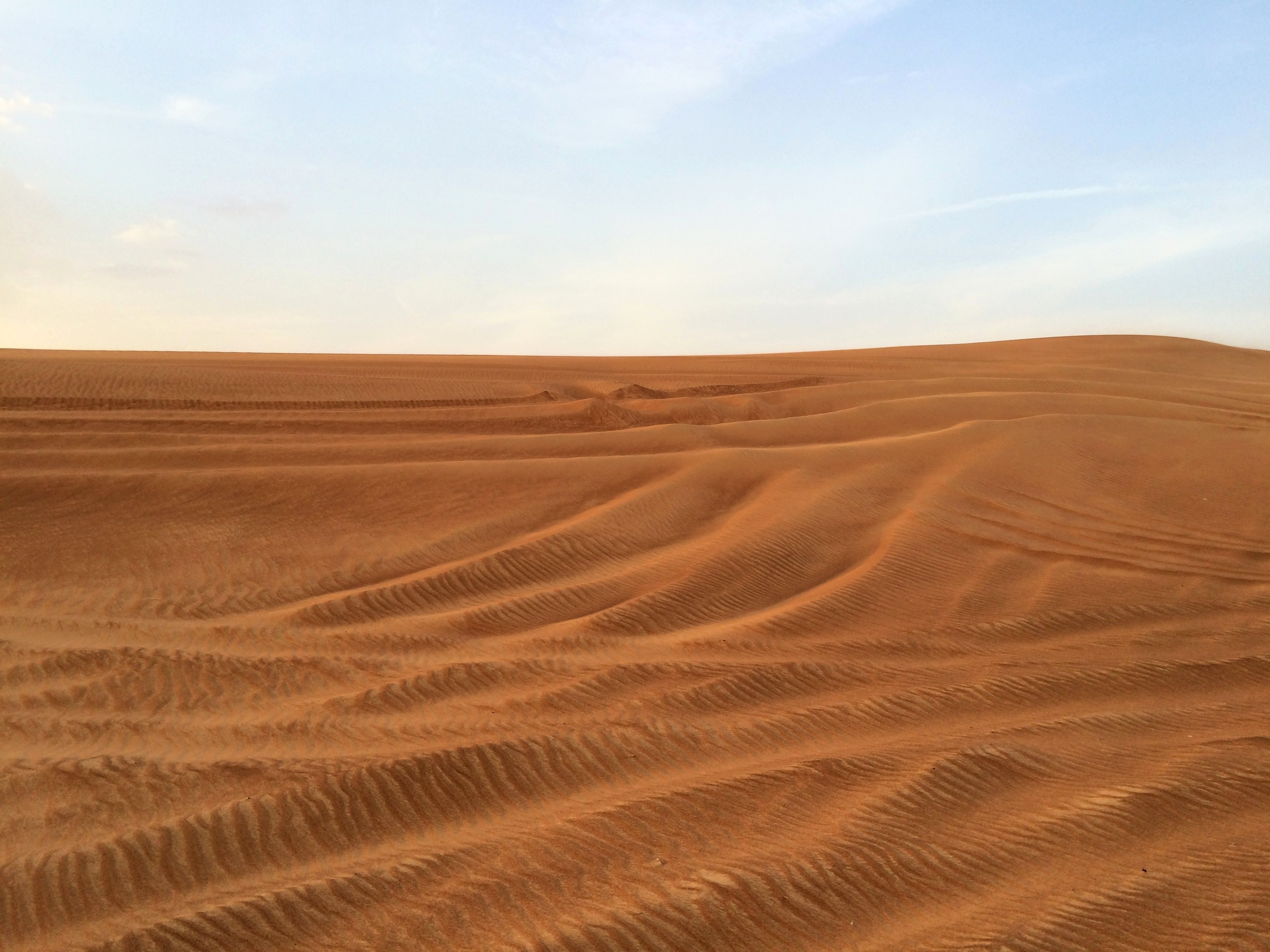
Arabská poušť

Arabská poušť je velkou pouštní oblastí jihozápadní Asie, která zabírá téměř celý Arabský poloostrov. Se svou rozlohou 2 300 000 km² jde o pátou největší poušť na světě. Rozpíná se přes území států Jemen, Izrael, Omán, Jordánsko, Irák, Kuvajt, Katar, Spojené arabské emiráty a z největší části Saúdská Arábie. Arabská poušť je ohraničena na severu Syrskou pouští, na severovýchodě a východě Perským a Ománským zálivem, na jihovýchodě a jihu Arabským mořem a Adenským zálivem a na západě Rudým Mořem.